# Return from the Shadows
Return from the Shadows är det slovakiska power metal-bandet Within Silences andra studioalbum, utgivet i oktober 2017 på Ulterium Records och i Japan på Rubicon Music i januari 2018.
Albumet spelades in i Roland Grapows (Masterplan, ex-Helloween) studio i Slovakien och mixades och mastrades även av denne. Basisten Viktor Varga hade ersatt Filip Andel.
Två singlar släpptes: "Heroes Must Return" och "Children of Light". Dessa gjordes även till musikvideor.

## Låtlista
1. "We Are the Ones" – 4:02
2. "Heroes Must Return" – 5:06
3. "Children of Light" – 5:18
4. "Calling from the Other Side" – 3:20
5. "In the Darkness" – 16:46
6. "The Final Victory" – 6:44
7. "You & I" – 3:51
8. "Master" – 4:21
9. "Return from the Shadows" – 9:49

Bonusspår på den japanska utgåvan
1. "Master" (Orchestral version) – 4:19

## Medverkande
Musiker
- Martin Klein – sång, bakgrundssång
- Richard Germanus – leadgitarr, rytmgitarr
- Martin Čičo – rytmgitarr
- Viktor Varga – basgitarr
- Peter Gacik – trummor

Bidragande musiker
- Barbara Budaiová – sång
- Lenka Pavúková – sång
- Simona Janovičová – sång

Produktion
- Within Silence – producent
- Emil Westerdahl – exekutiv producent
- Miroslav Felber – inspelningstekniker
- Jan Terpak – inspelningstekniker
- Roland Grapow – mixning, mastering
- Jan Yrlund – albumkonst